# 阿山叛亂
阿山叛亂，又称阿山事變，三區革命的支持者稱之為阿山起義。發生在現今的阿勒泰地区，是東突厥斯坦獨立運動的一部份。
蘇德戰爭後盛世才因蘇軍初期失利而倒向中華民國國民政府，對外宣稱自己因新疆獨山子油鑛開採問題察覺到蘇聯侵華的野心，雙方反目下，蘇聯則改以煽動新疆穆斯林民族主義者反盛反中國，於1944年3月，軍援阿山區哈薩克族頭人烏斯滿·巴圖爾起義，並結合蘇聯空軍、外蒙古部隊發動三方聯合軍事行動，這場戰役迫使國民政府第八戰區朱紹良將三師團調防新疆省，而蘇聯最終取得新疆獨山子油田控制權並協助建立東突厥斯坦共和國。

## 概述
1939年蘇聯以口頭告知新疆省政府的方式與新疆軍閥盛世才合作開採獨山子油鑛。
1941年，蘇聯在德蘇戰爭中失利進而要求加強榨取新疆的油礦，盛世才決定倒向中國國民黨，以蘇聯策劃殺害盛世才之弟盛世騏為由，與蘇聯反目。

1942年6月，盛世才邀請國府翁文灝（經濟部長）、朱紹良（第八戰區）共同商討新疆「獨山子油鑛」問題。會後雙方達成協議：
|  | 1.嚴防蘇聯在各地鼓動事件；2.由內地抽調軍隊加強防務；3.在新疆成立國民黨黨部；4.防止中共在新疆竄擾建立新根據地；5.派員接收新疆航空委員會，成立西北交通委員會；6.派員接收外交辦事處。 |

1942年7月，蘇聯察覺盛世才歸順中國中央後以駐華大使潘友新向國府「揭發盛世才的罪行」，形容其為中蘇友好關係的障礙。國民政府軍事委員會參謀總長何應欽擬訂「收復新疆主權方略」，經蔣中正審核後決定採行；國民政府將一面安撫盛世才，一面遏止蘇聯斷然分裂中國的舉動，設法收復新疆。
1943年12月，蘇聯協助烏斯滿·巴圖爾組織反盛反中國的「阿爾泰哈薩克復興委員會」以建立「新回教國」。
1944年3月，烏斯滿·巴圖爾宣佈起義，與蘇聯空軍、外蒙古發動對新疆青河、烏河的聯合軍事行動。6月結合達列力汗·蘇古爾巴也夫（承化縣副縣長）等反中國武裝力量，7月再聯合哈薩克族反政府吉木乃游擊隊（由蘇聯伊米爾指揮部所組織，維吾爾族毛拉·伊斯拉姆·伊斯馬伊爾領導）。10月，阿勒泰革命臨時政府成立。11月12日，東突厥斯坦共和國建立。
1945年，9月東突厥斯坦共和國佔領烏蘇縣獨山子油鑛。10月，東突厥斯坦共和國臨時政府決議，將獨山子油田開採交由東突軍隊後勤處、軍事部管理（实际上在蘇聯紅軍勢力下）。